# CpG-Oligonukleotid 1018
CpG-Oligonukleotid 1018 (auch CpG 1018) ist ein CpG-Oligonukleotid, das an den TLR9 bindet und daher in der Immunologie und Pharmakologie als Adjuvans verwendet wird.

## Eigenschaften

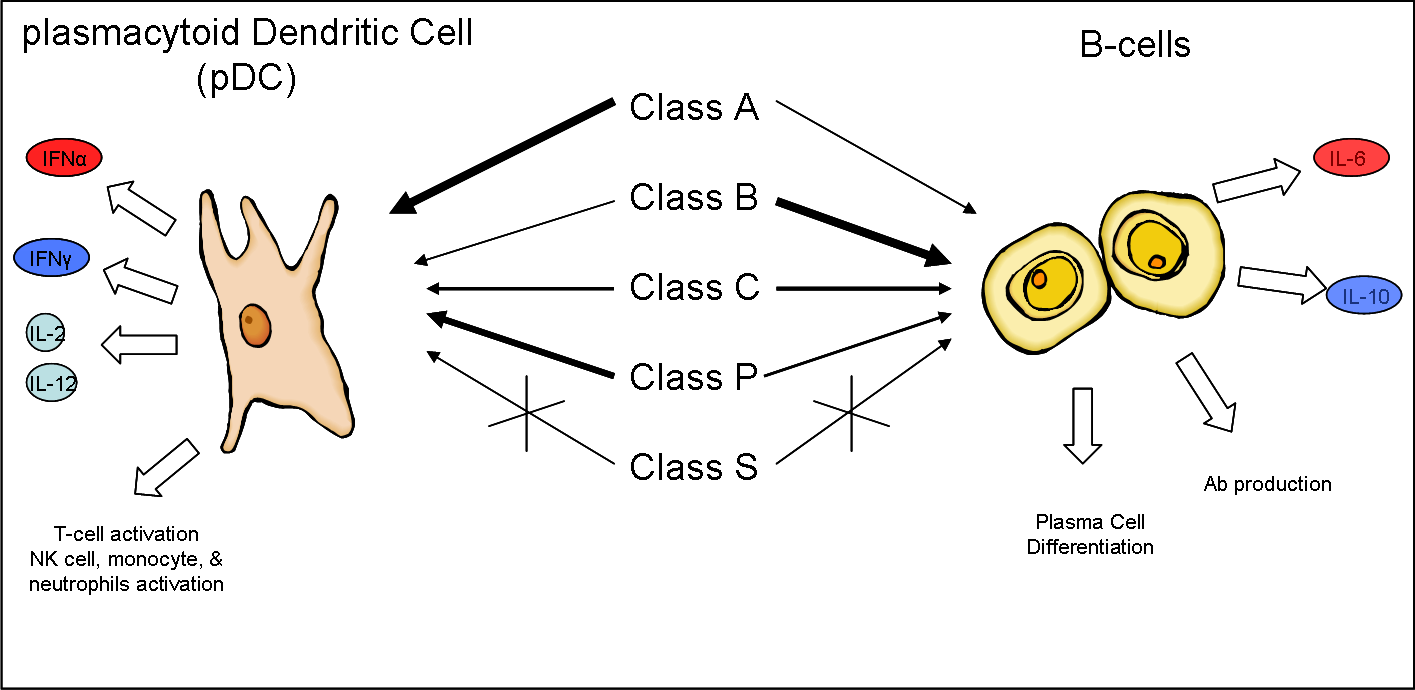
Wirkungen unterschiedlicher CpG-Klassen

CpG 1018 wird synthetisch per Phosphoramidit-Methode hergestellt. CpG 1018 ist ein CpG-Oligonukleotid der Klasse B und hat die Sequenz: 5′-TGACTGTGAACGTTCGAGATGA-3′. Das erste CG in der Sequenz wirkt am TLR-9 in Nagetieren, während das zweite in Primaten wirksam ist. Das Phosphodiester-Desoxyribose-Rückgrat ist hierbei zu einem Phosphorthioat modifiziert. Dabei wird ein nicht an der Phosphatbrücke beteiligtes Sauerstoffatom durch ein Schwefelatom ersetzt. Dadurch wird es resistenter gegenüber DNasen. CpG 1018 erzeugt bei einer Immunisierung eine TH1-gerichtete Immunantwort mit einer Produktion von Chemokinen, Zytokinen und Antikörpern in NK-Zellen, pDC und B-Zellen.

## Anwendungen
CpG 1018 ist im monovalenten Hepatitis-B-Impfstoff Heplisav-B, der 2021 in der EU zugelassen wurde, als Adjuvans enthalten. CpG 1018 ist ferner Bestandteil eines COVID-19-Impfstoffes in Form eines inaktivierten Virus gegen das Coronavirus SARS-CoV-2, der 2022 bis 2023 als COVID-19-Impfstoff (inaktiviert, adjuvantiert) Valneva (Hersteller: Valneva) zugelassen war.